# Saaranpaskantamasaari
Saaranpaskantamasaari est une petite île inhabitée dans l'Onkamojärvi, dans le nord-est de la Finlande, à proximité de la frontière russe. L'île se situe dans la municipalité de Salla.
Le nom finnois signifie en français « l'île déféquée par Saara »[réf. nécessaire].